# Imposta sulle vetture
L'imposta sulle vetture era un tributo comunale abrogato dalla riforma tributaria del 1974.

## Storia
Il regio decreto n. 3022 del 1866 istituì le imposte sulle vetture pubbliche e su quelle private a favore dello Stato, poi concesse ai comuni con legge 11 agosto 1879, n. 5784. Tali imposte furono prima disciplinate, assieme a quella sui domestici, nel Regolamento 24 dicembre 1870, n. 6173.
Le due imposte furono poi unite con la riforma della finanza locale nel Testo Unico 14 settembre 1931 n. 1175.

## Determinazione dell'imposta
Erano soggetti all'imposta sulle vetture (art. 137) i possessori ed i concessionari di vetture pubbliche e private tanto per uso proprio che per fini economici o per servizio altrui. Erano considerate vetture pubbliche (art. 139) i veicoli di qualsiasi forma e dimensione coi quali, mediante corrispettivo, si trasportavano persone e/o merci. Erano considerate private tutte le altre.
Le vetture pubbliche, ai fini dell'imposta, erano divise in due categorie: la prima, comprendente quelle che facevano servizio a periodo fisso con destinazione determinata; la seconda, costituita dalle vetture date a noleggio, da rimessa o da piazza che facevano corse eventuali solo se volute dai passeggeri, ed i carri funebri.
La misura massima dell'imposta sulle vetture pubbliche era la seguente (art. 141):
| Classi di Comuni | Prima categoria | Seconda categoria |
| Classe A         | L. 150          | L. 120            |
| Classe B         | L. 120          | L. 100            |
| Classe C         | L. 100          | L. 80             |
| Classe D         | L. 80           | L. 70             |
| Classe E         | L. 70           | L. 60             |
| Classe F         | L. 60           | L. 50             |
| Classe G         | L. 50           | L. 40             |
| Classe H         | L. 40           | L. 30             |
| Classe I         | L. 30           | L. 20             |

La misura massima dell'imposta sulle vetture private era invece la seguente (art. 144):
| Classi di Comuni | Vetture a quattro ruote con due cavalli | Vetture a quattro ruote con un cavallo | Vetture a due ruote |
| Classe A         | L. 300                                  | L. 200                                 | L. 150              |
| Classe B         | L. 250                                  | L. 180                                 | L. 130              |
| Classe C         | L. 200                                  | L. 150                                 | L. 120              |
| Classe D         | L. 150                                  | L. 120                                 | L. 100              |
| Classe E         | L. 120                                  | L. 100                                 | L. 80               |
| Classe F         | L. 100                                  | L. 80                                  | L. 60               |
| Classe G         | L. 80                                   | L. 60                                  | L. 50               |
| Classe H         | L. 60                                   | L. 50                                  | L. 40               |
| Classe I         | L. 50                                   | L. 40                                  | L. 30               |

Le vetture private fregiate di stemmi o lussuose potevano essere tassate in misura doppia.

## Esenzioni e riduzioni
Erano esenti dall'imposta sulle vetture:
1. le vetture appartenenti alla Casa Reale, agli ambasciatori, agenti diplomatici ed agenti consolari delle nazioni estere;
2. i veicoli già soggetti alle tasse ciclistiche ed automobilistiche statali;
3. le vetture delle istituzioni pubbliche di assistenza e beneficenza, della Croce Rossa e delle associazioni private attrezzate per il trasporto degli infermi;
4. le vetture che i fabbricanti o i negozianti tenevano per lo scopo esclusivo del loro commercio.